# Amara Essy
Amara Essy, född 20 december 1944 i Bouaké, död 8 april 2025 i Abidjan, var en ivoriansk diplomat och politiker, och utbildad jurist. Han var Afrikanska unionens första kommissionsordförande (2002–2003).
Essy var Elfenbenskustens FN-ambassadör i Genève mellan 1975 och 1981, och i New York mellan 1981 och 1990. Han var utrikesminister i Elfenbenskusten mellan 1990 och 2000. Mellan 2001 och 2002 var han generalsekreterare i Organisationen för afrikansk enhet (OAU), som 2002 ombildades till Afrikanska unionen (AU, efter mönster från EU). Från 2002 var Essy AU:s första generalsekreterare. Han efterträddes 2003 av Malis förre president Alpha Oumar Konaré.

## Utmärkelser
- Storofficer av Elfenbenskustens nationalorder[6]
- Storkors av Rio Branco-orden[6]
- Storofficer av San Carlos-orden[6]
- Bolivars bysts orden[6]
- Den nationella Lejonordens storkors[6]

[Redigera Wikidata]